# Lubuntu
Lubuntu è una distribuzione derivata da Ubuntu. È software libero pubblicato sotto i termini della GNU General Public License. Fino alla versione 18.04 (aprile 2018) ha utilizzato LXDE come desktop environment. A partire dalla versione 18.10 (ottobre 2018) usa LXQt come ambiente predefinito.

## Storia
Il desktop environment LXDE è stato messo a disposizione prima come un pacchetto opzionale per Ubuntu a partire dalla versione 8.10 "Intrepid Ibex". LXDE può essere installato anche nelle versioni precedenti di Ubuntu.
Nel febbraio 2009, Mark Shuttleworth ha invitato il progetto LXDE a diventare un progetto auto-gestito all'interno della Comunità di Ubuntu, con l'obiettivo di diventare una nuova derivata ufficiale di Ubuntu chiamata Lubuntu. A marzo, il progetto Lubuntu è stato avviato su Launchpad da Mario Behling, includendo un logo all'inizio dello stesso. Il progetto ha inoltre istituito una wiki ufficiale, anche questo gestito da Behling, che include gli elenchi dei componenti, applicazioni e pacchetti. Ad agosto, è stata pubblicata la prima immagine ISO di test come Live CD, senza però nessuna opzione di installazione. Il 30 dicembre 2009 è stata resa disponibile per il test la prima ISO dell'Alpha "Preview 1" di Lubuntu 10.04 "Lucid Lynx" seguita successivamente da altre versioni "Alpha", "Beta" e "Release Candidate" prima della prima versione ufficiale il 29 aprile 2010, che però è stato posticipato.
Il 30 aprile 2010 è stata rilasciata la Final Test Release e il rilascio ufficiale è avvenuto il 3 maggio 2010. Dall'11 maggio 2011 con la Versione 11.10 fa parte ufficialmente della famiglia Ubuntu.
A partire dalla versione 14.04 è disponibile anche in versione Long Term Support (LTS), avente supporto per 3 anni, al contrario delle precedenti.

## Caratteristiche
Questa distribuzione utilizza come window manager Openbox e risulta molto leggera ed adatta anche ai PC più datati, netbook e dispositivi mobili. Una prima recensione sosteneva che Lubuntu usasse la metà della RAM utilizzata da Xubuntu e da Ubuntu su una normale installazione o nell'utilizzo tipico.

## Requisiti di sistema
Consigliati
In Lubuntu 22.04 CPU AMD64 (64bit) a 2 cores da 1GHz e 2 GB di RAM
(l'utilizzo inattivo con LibreOffice aperto e Firefox aperto a Lubuntu.me è di circa 1 GB di RAM e il 6% di utilizzo della CPU inattiva).

## Versioni

### Lubuntu 10.04
Il 3 maggio 2010 è stata distribuita Lubuntu 10.04, definita beta stabile, che diverrà una versione finale e stabile una volta che sarà inclusa nella famiglia di Ubuntu. Questa versione, oltre al parco software di LXDE, utilizza GPicView e MTPaint per la grafica, ePDFView per la visualizzazione di documenti PDF, Aqualung per la riproduzione della musica, GNOME MPlayer per la riproduzione dei video, Cheese per riprendere immagini e video dalla webcam. Mentre per il reparto di applicazioni di rete troviamo Chromium come browser predefinito, Sylpheed come client di posta elettronica, Pidgin per la messaggistica istantanea, Transmission per la condivisione via BitTorrent e XChat per la chat IRC. Le applicazioni per l'ufficio comprendono Gnumeric per il foglio di calcolo e AbiWord per la videoscrittura.

### Lubuntu 10.10

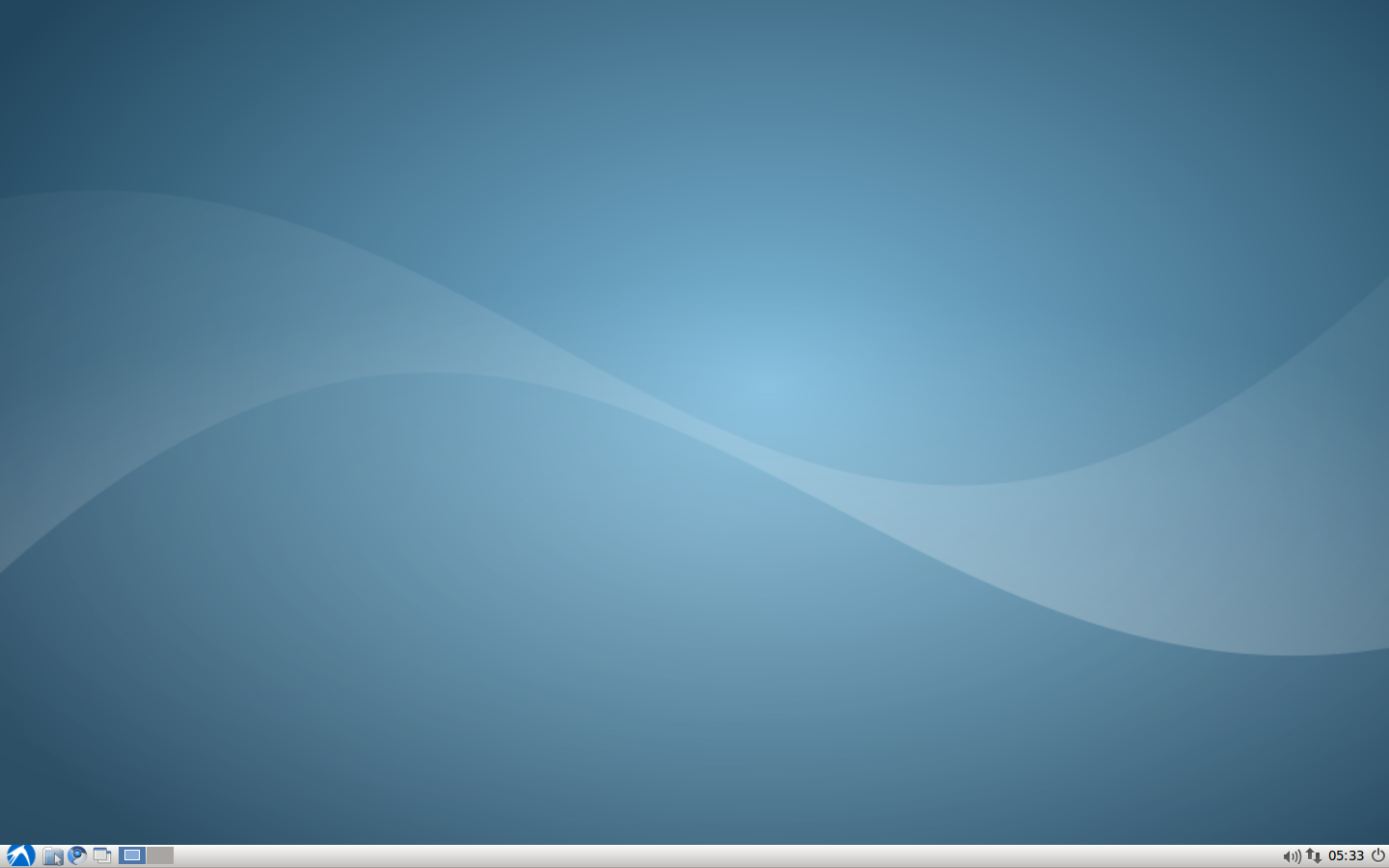
Lubuntu 10.10 "Maverick Meerkat"

Il 10 ottobre 2010 è stata rilasciata Lubuntu 10.10, definita nuovamente beta instabile, in quanto non ancora inclusa nella famiglia di Ubuntu. Questa versione non è ancora considerata una derivata ufficiale di Ubuntu a causa della mancata integrazione con l'infrastruttura di Canonical e Ubuntu, ma si sta continuando a lavorare per il raggiungimento di questo obiettivo. I miglioramenti includono un nuovo tema disegnato da Rafael Laguna, l'incorporazione di LXTask, il task manager di LXDE, al posto di Xfce application, la sostituzione del visualizzatore di files PDF epdfview con Evince. È stato incluso Ubuntu Update Manager, per cui l'uso di memoria RAM è aumentato di circa 10 MB; in compenso si ha l'indicazione della disponibilità di aggiornamenti dei programmi installati, caratteristica assente in Lubuntu 10.04.

### Lubuntu 11.04
La versione 11.04 (Natty Narwhal), è stata pubblicata il 28 aprile 2011. Tra i cambiamenti delle applicazioni Cheese è stato sostituito con guvcview e Audacious è andato al posto di Aqualung.

### Lubuntu 11.10
La versione 11.10 (Oneiric Ocelot) pubblicata il 13 ottobre 2011, è stata la prima versione ad essere ufficialmente parte della famiglia di Ubuntu.

### Lubuntu 12.04
La versione 12.04 (Precise Pangolin), è stata pubblicata il 26 aprile 2012. Contrariamente alla versione contemporanea di Ubuntu, Kubuntu e Xubuntu, non è una LTS ma sarà supportata solo per 18 mesi.

### Lubuntu 12.10

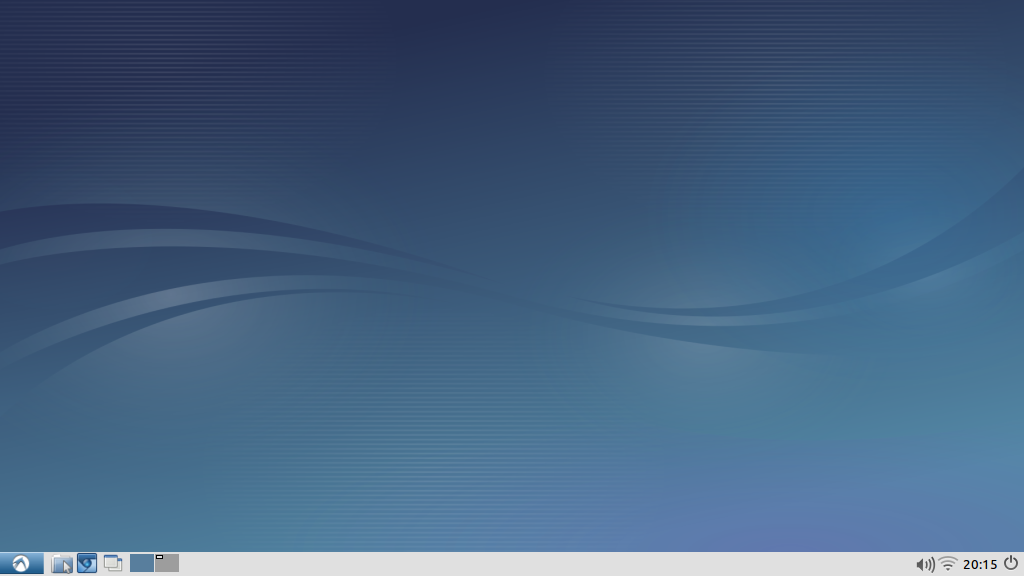
Lubuntu 12.10 "Quantal Quetzal"

La versione 12.10 (Quantal Quetzal), è stata pubblicata il 20 ottobre 2012. Questa distribuzione include la versione 3.5.0-17 del kernel linux.

### Lubuntu 13.04
Lubuntu 13.04 (Raring Ringtail) è stato pubblicato il 25 aprile 2013.
Possiede il Kernel Linux 3.8.0, un nuovo set di icone.

### Lubuntu 13.10

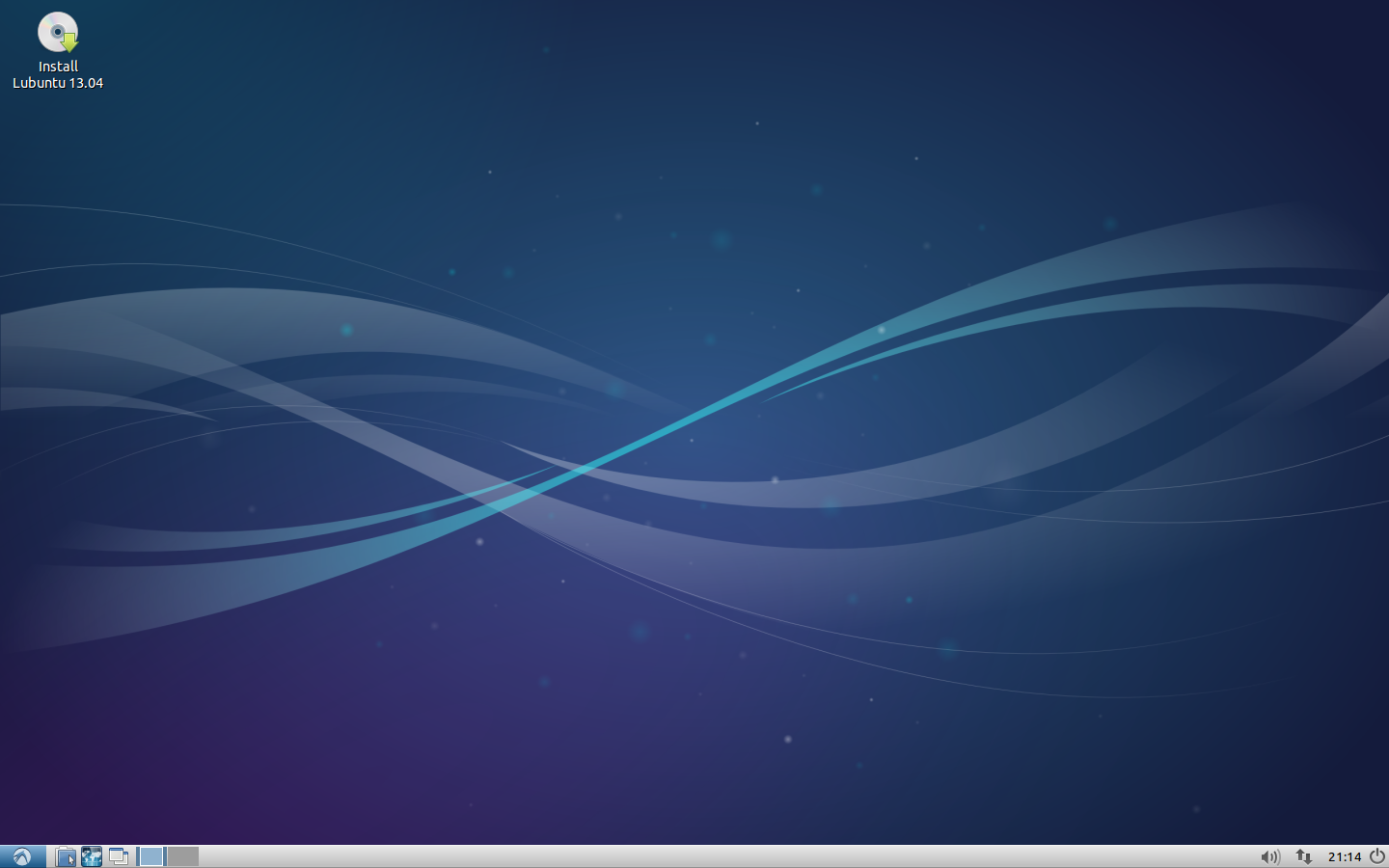
Lubuntu 13.04 "Raring Ringtail"

Lubuntu 13.10 (Saucy Salamander) è stato pubblicato il 17 ottobre 2013.
Questa distribuzione include la versione 3.11.1 del kernel linux.
Passaggio da Chromium a Firefox come Browser di Default.

### Lubuntu 14.04 LTS

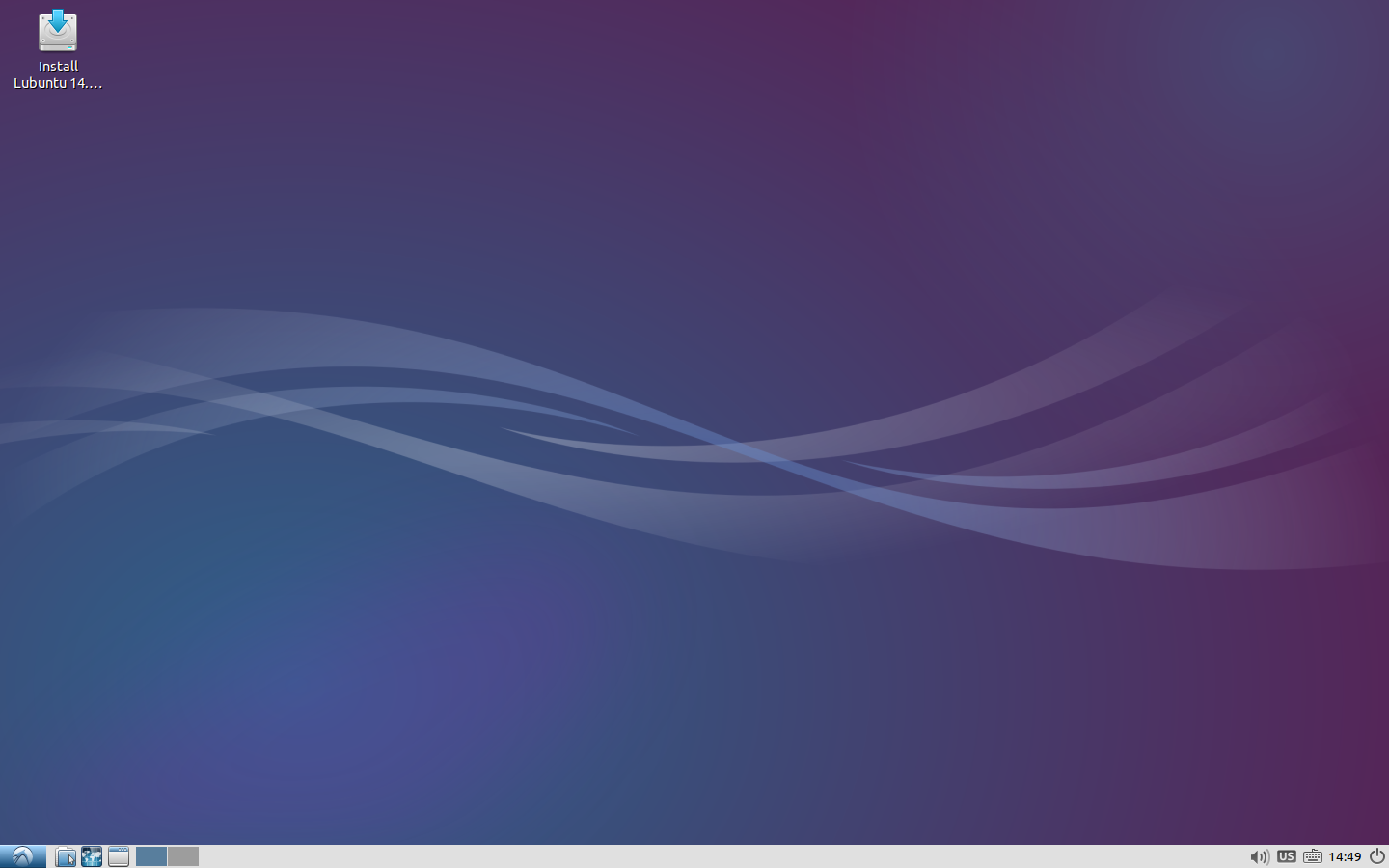
Lubuntu 14.04 LTS "Trusty Tahr"

Piani sperimentali annunciavano in aprile 2013 che Lubuntu 14.04 sarebbe stata una versione LTS (Long Time Support, cioè versione supportata a lungo termine, così come avviene nelle altre versioni canoniche di Ubuntu). Nel novembre 2013 viene confermato che la release 14.04 sarebbe stata la prima Lubuntu LTS con tre anni di supporto. Questa versione vede anche il pacchetto xscreensaver rimpiazzato dal salvaschermo light-locker.
Distribuito il 17 aprile 2014, Lubuntu 14.04 include solo minori aggiornamenti della versione 13.10, accanto a un file manager dotato di più funzioni.
Recensendo Lubuntu 14.04 LTS Silviu Stahie di Softpedia rileva che "poiché utilizza un'interfaccia similare con quella del vecchio Windows XP, questo sistema operativo è da considerare come un valido e appropriato sostituto del sistema operativo Microsoft".

### Lubuntu 14.10
Questa versione di Lubuntu, programmata per ottobre 2014, conterrà una versione di LXDE basata su Qt toolkit, anziché GTK+.

### Lubuntu 15.04
Miglioramenti minimi, correzioni grafiche e correzioni di bug minori inoltre contiene l'aggiunta moun software.

### Lubuntu 15.10
Questa release è stata pubblicata il 22 ottobre 2015. I cambiamenti includono il pannello di controllo, la screenshot utility e il Lubuntu Software Center.

### Lubuntu 16.04 LTS

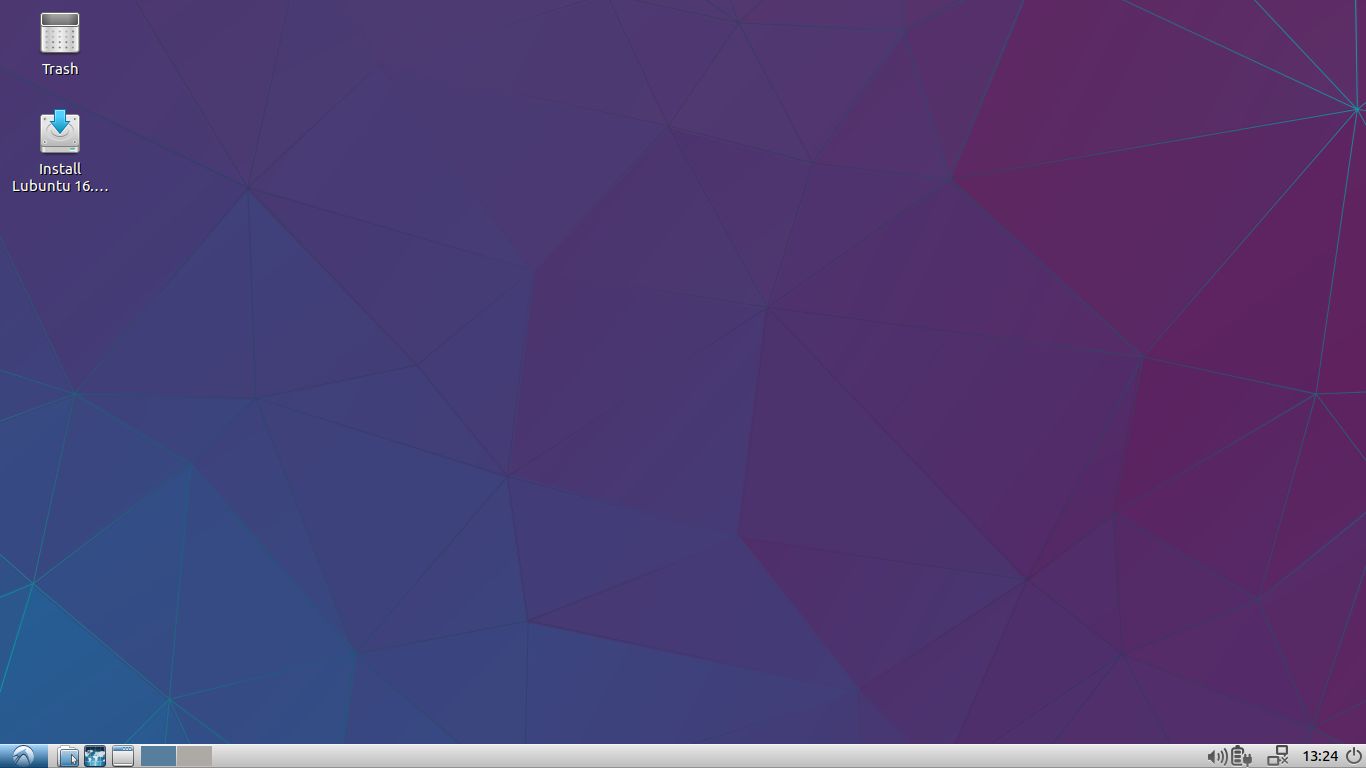
Ubuntu 16.04

Rilasciata il 21 aprile 2016, è una versione Long Term Support (LTS) della durata di tre anni fino ad aprile 2019; è la seconda versione LTS di Lubuntu, preceduta dalla 14.04 del mese di aprile 2014.
Questa versione mantiene il desktop LXDE e non ha fatto la transizione verso il desktop environment LXQt, che verrà effettuata con le successive non LTS.
Questa release è un file .iso troppo grande per stare su un CD e richiede un supporto DVD, oppure l'installazione su flash drive USB. Lubuntu 16.04 LTS è principalmente una release bug-fix e include alcune nuove funzionalità. Essa ha una grafica aggiornata, tuttavia i requisiti minimi di sistema sono: 512 MB di RAM (1 GB consigliato) e come CPU o un Pentium 4, o un Pentium M, o un AMD K8 o una più recente CPU.
Il primo point release (aggiornamento) di questa versione, 16.04.1, è stato pubblicato il 21 luglio 2016.

### Lubuntu 18.04 LTS
Rilasciata il 27 aprile 2018,nome in codice Bionic Beaver, è l'ultima versione LTS con LXDE come Desktop Environment.

Contiene tra l'altro, il kernel 4.15, OpenJDK 10, Firefox 59.0.2 e nuovo artwork.

### Lubuntu 18.10
Rilasciata nel mese di ottobre 2018. Fra le principali novità ci sono il passaggio definitivo a LXQt, nella versione 0.13.0, come ambiente DE predefinito e l'adozione dell'installer grafico Calamares in sostituzione di Ubiquity.
Tra il software preinstallato è presente LibreOffice come suite per ufficio, VLC come lettore multimediale e Firefox come browser web.
In conseguenza del passaggio a LXQt, il logo è stato modificato: il nuovo logo differisce dal precedente per il simbolo contenuto nel cerchio azzurro in alto a destra, infatti la rondine di LXDE è stata rimpiazzata col colibrì di LXQt.
È stata l'ultima versione di Lubuntu ad essere disponibile in versione 32-bit.

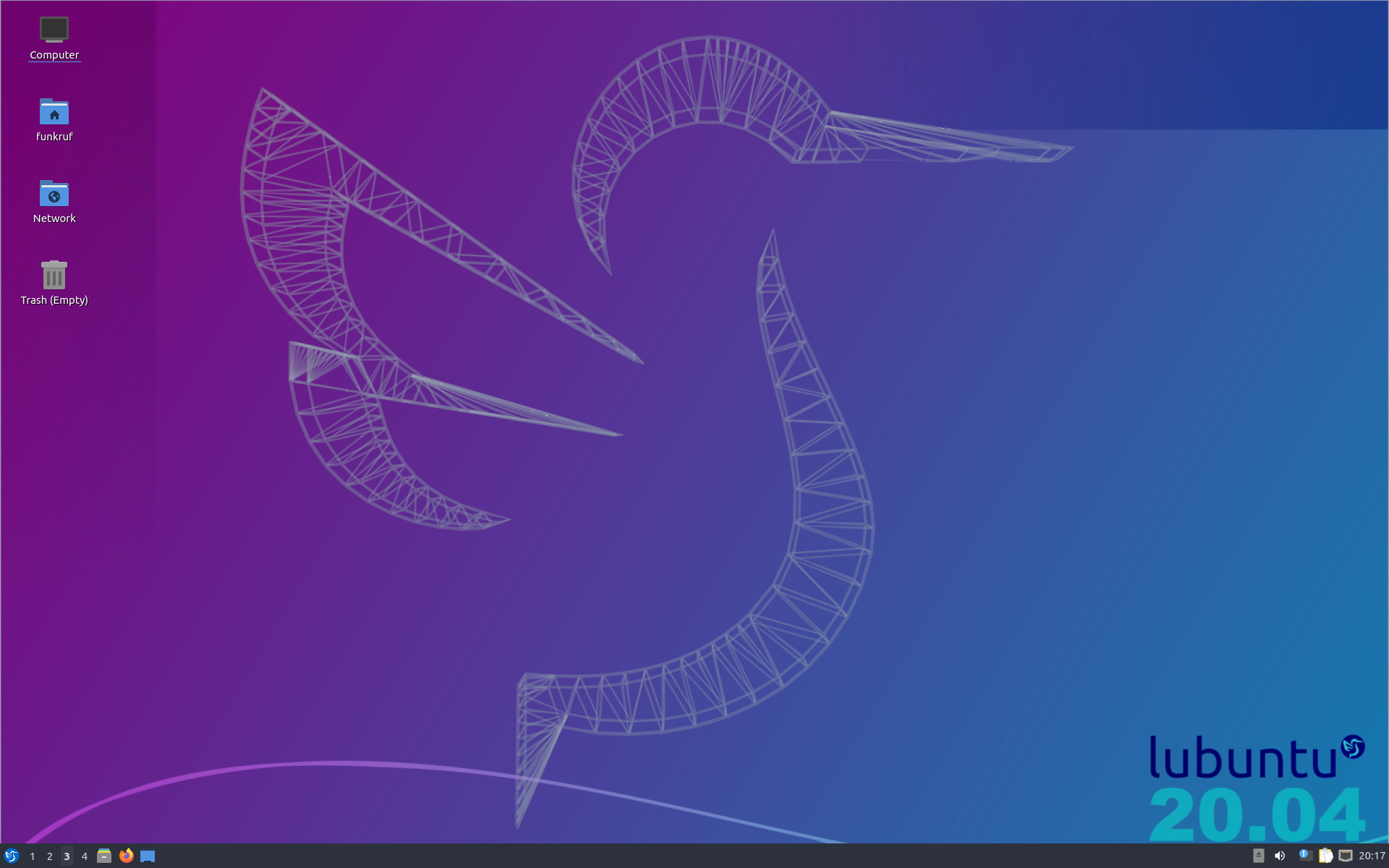
Lubuntu 20.04 LTS

### Lubuntu 20.04 LTS
La prima versione Long Term Support che usa LXQt, nome in codice Focal Fossa, è stata rilasciata il 23 aprile 2020.

In questo rilascio si trovano principalmente: kernel 5.4, LXQt 0.14.1, Qt 5.12.8 LTS, Mozilla Firefox 75, la suite LibreOffice 6.4.2, VLC 3.0.9.2, Featherpad 0.12.1 (per appunti e la modifica del codice). Inoltre è presente il Software Center 5.18.4 per installare e aggiornare il software.

### Lubuntu 22.04 LTS

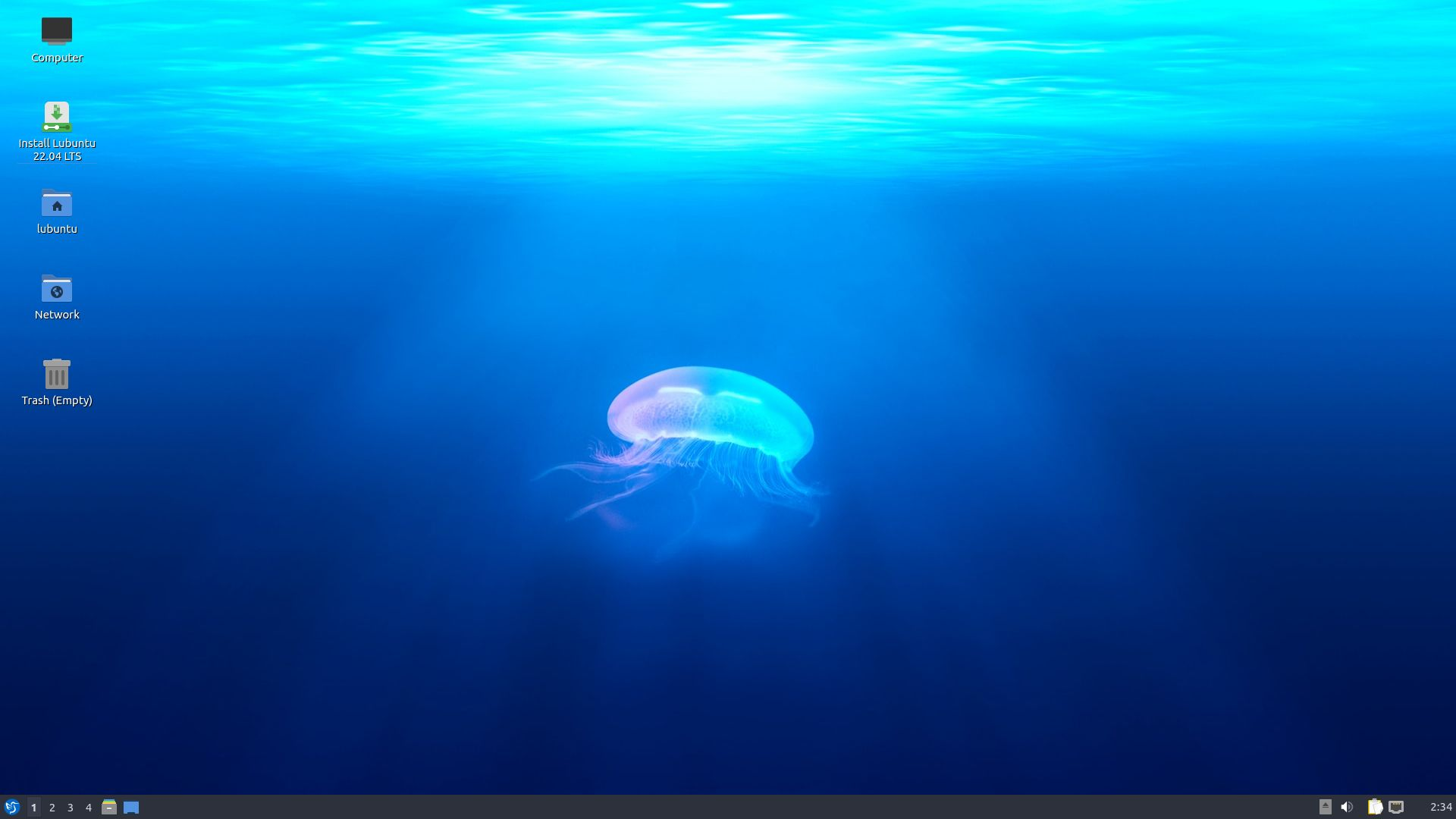
Lubuntu 22.04 LTS "Jammy Jellyfish"

Rilasciata nel mese di aprile 2022, nome in codice Jammy Jellyfish, è la seconda versione LTS con ambiente grafico LXQT Desktop. Lubuntu ora fornisce l'interfaccia desktop più avanzata, utilizzando le tecnologie Qt per il rendering dei widget e dell'intero ecosistema (dall'installatore alle parti più piccole). Ha introdotto il tema desktop "Arc" e il tema delle icone "Papirus" che rende il nuovo desktop' più facile da leggere e meno ingombrante. 'Lubuntu è offerto in molti ISO per diversi computer, come PC standard, laptop, Raspberry Pi, ecc.

## Applicazioni
Lubuntu include le seguenti applicazioni di default, ma altre possono essere installate dal Lubuntu Software Center:
Applicazioni utente
- AbiWord – word processor (elaboratore di testi)
- Audacious – riproduttore musicale
- Evince – lettore PDF
- Firefox – browser web
- Galculator – calcolatrice
- Gnumeric – foglio di calcolo
- guvcview – webcam
- GNOME MPlayer – riproduttore video
- MTPaint – disegno grafico
- Pidgin – messaggistica istantanea
- Scrot – strumento per screenshot
- Simple Scan – scansione
- Sylpheed – client email
- Synaptic – gestore pacchetti
- Transmission – client BitTorrent
- Update Manager
- File Roller – archiviatore
- XChat – IRC
- Xfburn – masterizzazione di CD e DVD
- XScreenSaver – screensaver

Da LXDE
- GPicView
- Leafpad – editor di testo
- LXAppearance
- LXDE Common
- LXDM
- LXLauncher
- LXPanel
- LXRandr
- LXSession
- LXSession Edit
- LXShortCut
- LXTerminal
- Menu-Cache
- Openbox – gestore delle finestre (window manager)
- PCManFM – gestore di file

Lubuntu ha comunque accesso al repository di Ubuntu tramite il gestore di pacchetti Synaptic così da consentire l'installazione di qualsiasi applicazione disponibile per Ubuntu.

## Release
| Release non più supportata | Release ancora supportata | Release Futura |

| Versione  | Code Name         | Release data    | Supporto fino | Note |  |
| --------- | ----------------- | --------------- | ------------- | --- |  |
| 8.10      | Intrepid Ibex     | 30 ottobre 2008 | aprile 2010   | Avviabile solo con un pacchetto desktop opzionale |  |
| 9.04      | Jaunty Jackalope  | 23 aprile 2009  | ottobre 2010  | Avviabile solo con un pacchetto desktop opzionale |  |
| 9.10      | Karmic Koala      | 26 ottobre 2009 | aprile 2011   | Avviabile solo con un pacchetto desktop opzionale |  |
| 10.04     | Lucid Lynx        | 2 May 2010      | aprile 2013   | La prima versione "stand-alone", supportata come se fosse una LTS per fornire supporto a lungo termine a vecchi PC. |  |
| 10.10     | Maverick Meerkat  | 10 ottobre 2010 | aprile 2012   | Considerata la prima "stable Beta" |  |
| 11.04     | Natty Narwhal     | 28 aprile 2011  | ottobre 2012  | |  |
| 11.10     | Oneiric Ocelot    | 13 ottobre 2012 | aprile 2013   | La prima versione dotata di un ufficiale x86-64 live CD. È anche la prima versione a diventare un membro ufficiale della famiglia Ubuntu. |  |
| 12.04     | Precise Pangolin  | 26 aprile 2012  | ottobre 2013  | Diversamente da Ubuntu, non è una Long Term Support release. |  |
| 12.10     | Quantal Quetzal   | 18 ottobre 2012 | aprile 2014   | Include un nuovo Set di icone. |  |
| 13.04     | Raring Ringtail   | 25 aprile 2013  | dicembre 2013 | Nuovo Set di icone e tanti piccoli miglioramenti di stabilità. Kernel Linux 3.8 |  |
| 13.10     | Saucy Salamander  | 17/10/2013      | giugno 2014   | Chromium fu rimpiazzato da Firefox |  |
| 14.04 LTS | Trusty Tahr       | 17/04/2014      | aprile 2017   | Long-term support release, supporto per 3 anni. |  |
| 14.10     | Utopic Unicorn    | 24/10/2014      | giugno 2015   | Vecchia versione non più supportata |  |
| 15.04     | Vivid Vervet      | 23/04/2015      | dicembre 2015 | Vecchia versione. Bugfix vari. |  |
| 15.10     | Wily Werewolf     | 22/10/2015      | luglio 2016   | Effettuati vari bugfix. |  |
| 16.04 LTS | Xenial Xeus       | 21/04/2016      | aprile 2019   | Versione LTS con supporto a tre anni. |  |
| 16.10     | Yakkety Yak       | 13/10/2016      | luglio 2017   | |  |
| 17.04     | Zesty Zapus       | 13/04/2017      | dicembre 2017 | |  |
| 17.10     | Artful Aardvark   | 19/10/2017      | luglio 2018   | |  |
| 18.04 LTS | Bionic Beaver     | 27/04/2018      | aprile 2021   | Versione LTS con supporto a tre anni. |  |
| 18.10     | Cosmic CuttleFish | 18/10/2018      | luglio 2019   | Aggiunto LXQt come DE di default, nuovo set di icone, grazie alla combinazione del tema Arc e le icone Papirus, e altri aspetti grafici minori (per descrizione dettagliata: https://lubuntu.me/ (new inside and outside). Alcuni bugfix, update di alcune applicazioni e nuovo client-mail Trojittá. |  |
| 19.04     | Disco Dingo       | 18/04/2019      | dicembre 2019 | |  |
| 19.10     | Eoan Ermine       | 17/10/2019      | luglio 2020   | |  |
| 20.04 LTS | Focal Fossa       | 23/04/2020      | 2023          | Versione LTS con supporto a tre anni. |  |
| 22.04 LTS | Jammy Jellyfish   | 22/04/2022      | 2025          | Versione LTS con supporto a tre anni. |  |